# Andries Pretorius

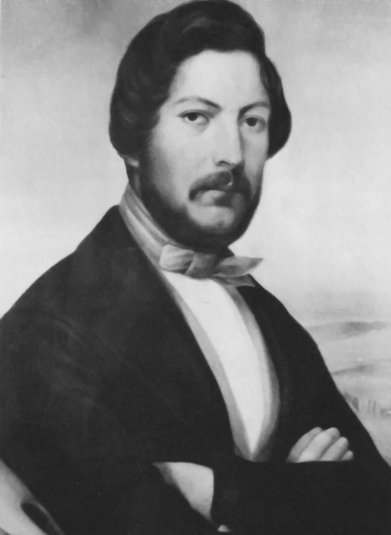
Andries Pretorius

Andries Wilhelmus Jacobus Pretorius (ur. 27 listopada 1798 w Graaff-Reinet, Kolonia Przylądkowa, zm. 23 lipca 1853 w Magaliesberg, Transwal) – burski dowódca wojskowy i polityk. Jeden z współtwórców Republiki Transwalu oraz Natalu, której był prezydentem. Na jego cześć nazwano miasto Pretoria w Republice Południowej Afryki.
16 grudnia 1838 roku w bitwie nad Blood River 500 dowodzonych przez Pretoriusa Burów odparło atak 10 tysięcznej armii Zulusów i za pomocą broni palnej dokonali rzezi oddziałów zuluskich. Po stronie Zulusów straty wyniosły ponad trzy tysiące zabitych, natomiast wśród Burów rannych zostało zaledwie trzech walczących.
Jego synem był Marthinus Pretorius, prezydent Transwalu i Oranii.